# 寶可夥伴
《寶可夥伴》是史克威尔艾尼克斯开发的宝可梦主题应用程序，系日本本土NTT DoCoMo FOMA 900i系列手机专用软件，2006年6月正式运营。《寶可夥伴》中，玩家可捕捉饲养虚构生物宝可梦，并同好友邮件聊天。尽管本体免费，但若想获得更多宝可梦，玩家就要支付订阅费。游戏运营期一年半，2008年1月终止服务。